# 美洲原住民吉祥物爭議
美洲原住民吉祥物在美國運動競賽中的使用，許多年來一直是充滿爭議的話題。美國人「扮演印地安人」(playing Indian)的歷史很悠久，可以一直追溯到1800年代；許多人欣賞典型美洲原住民圖案所代表的英雄主義和浪漫主義，卻也有許多人認為大學吉祥物的使用不僅令人反感，也有貶低印地安人之意。
儘管引起不少關注，但許多美洲原住民吉祥物至今仍使用於美國運動競賽中，從小學校隊到職業運動皆有。

## 歷史
在1960年代，美國印地安人全國代表大會(National Congress of American Indians)展開了一場消除媒體對印地安族群負面定型的運動。他們的焦點是以卡通和電影為主，然而，他們對於體育隊伍的抗議活動卻得到最多的注目。美國印地安人全國代表大會長久以來一直反對負面刻劃印地安人形象的吉祥物。他們認為亞特蘭大勇士隊、華盛頓紅人隊(Redskins)等使用此種吉祥物的球隊，是在長久延續對於印地安人的刻板印象，同時貶低他們特有的傳統和禮儀。然而，美洲原住民吉祥物的擁護者們，則相信這些吉祥物是在向印地安人族群致敬，並且喚起大眾更正確理解他們的文化。儘管這一議題是在民權運動時期產生的，但由於許多球隊至今仍使用名稱和圖像具有爭議性的吉祥物，它現在仍然持續延燒著。

## 不同程度的冒犯？
讓爭議更複雜難解的，則是許多人覺得不同隊名和吉祥物對原住民造成了不同程度的冒犯。安尼爾‧阿德揚塔雅(Anil Adyanthaya)在2005年6月5日的《波士頓地球報》(Boston Globe)撰文指出：「將阿茲特克(Aztec)和塞米諾爾(Seminole)當作綽號，這件事本身似乎並非種族主義，因為這些名字是指一個特定文明，而非一整個族群的人。由此觀之，他們和特洛伊人、斯巴達人（和阿茲特克人一樣都是古代民族），或者戰鬥愛爾蘭人、飛行荷蘭人（如同塞米諾爾，都是某種民族性）等其他校隊別名並沒有差別。同樣的，戰士(Warriors)和勇士(Braves)與其他文化中的戰士也並無二致，如維京人、義勇兵或火槍兵（這些都是現行的NCAA吉祥物，而第一項同時是NFL的吉祥物），因此很難認定它們的使用在哪一方面特別具有貶義。」. 
然而，儘管貶抑的程度各自不同，管理大學體育的NCAA當局仍在2005年6月將一份「自我評量表」發放給各隊，以調查選擇吉祥物時，以及使用可能冒犯其他族群的圖像之現況。
不過，已經有一些大學校隊不待NCAA下令就自行更改隊名和吉祥物。馬凱特大學(Marquette University)在1994年將校隊名稱從戰士改為金鷹(Golden Eagles)。該校校長宣稱「我們生活的世代與1954年選擇戰士作為隊名時已經不同了。時間的發展業已告訴我們，我們的行為無論有意或無意，都可能冒犯他人。我們絕不能明知故犯，以他人會根據自身經驗，視為冒犯其同屬人類之尊嚴的方式行事。」史東希爾學院(Stonehill College)也「出於尊重美洲原住民文化」而將吉祥物從族長改為天鷹。
除此之外，未受爭議直接衝擊的隊伍也發表了自己的意見。威斯康辛大學和愛荷華大學都拒絕和使用美洲原住民吉祥物的球隊進行非聯盟賽程的(non-conference)比賽。反諷的是，愛荷華大學自己的隊名「鷹眼」(Hawkeye)就來自美洲原住民（愛荷華州的暱稱是「鷹眼之州」），儘管球隊的標誌是一隻老鷹，而非印地安人。
奧勒岡大學也跟隨奧勒岡人報(Oregonian)，拒絕在2005年的一場籃球賽中將伊利諾大學籃球隊稱為「伊利尼人」(Illini)。伊利諾大學最後以79:61贏得比賽。

## 支持使用美洲原住民吉祥物的論點
許多支持使用美洲原住民吉祥物的人宣稱，使用它們是為了尊重美洲原住民、向美洲原住民致敬。他們的論點在於，美洲原住民吉祥物注重勇氣、膽識與戰鬥技巧，而非任何貶義事物。職業美式足球華盛頓紅人隊的副總裁卡爾‧史文森(Karl Swanson)在《運動畫刊》上宣稱，他的球隊名稱「象徵著英勇、尊嚴和領導能力」，而「紅皮膚則象徵著一個高貴民族的偉大與力量。」
還有人宣稱，美洲原住民吉祥物有助於向忽視原住民文化重要性的人們大力宣揚。伊利諾大學的吉祥物伊利尼維克酋長是另一個受到嚴格檢視的角色。但在1990年，伊利諾大學董事會將這個吉祥物稱作「高貴」的符號：「他在儀式中的舞蹈優雅而美麗。酋長為成千上萬的伊利諾州人民保存了對一個美洲原住民偉大族群人民的記憶，以免一知半解或一無所知。」然而，酋長的舞蹈和服飾並不屬於伊利尼同盟，而是拉科塔族(Lakota)的。
南方衛理公會大學(Southern Methodist University)多元文化委員會主席，本身也是奇克索族(Chickasaw)人的史蒂文‧班森(Steven Benson)認為，只要採取尊重和有格調的態度，美洲原住民吉祥物還是有可以接受的使用方式。他說明：「我相信，它若能促進對美洲原住民文化的理解，以及不斷增進的正面感知，這樣的使用方式是可以接受的。這也必須在美洲原住民族群的支持下才能實現。總是有一個辦法能夠實現齊心協力、以達互利目標的夥伴關係。」
不過，發表這些看法的人，通常都不是美洲原住民。

## 反對使用美洲原住民吉祥物的論點
反對美洲原住民吉祥物的人們認為，這些吉祥物培養了對原住民的無感與誤解。反對者也強調種族吉祥物似乎存在著雙重標準問題：在體育競賽中，沒有一種吉祥物是以非裔美國人、墨西哥裔美國人或亞裔美國人為範本的。聖母大學的「戰鬥愛爾蘭人」則是顯著的例外。
美洲原住民吉祥物辯論的一項重大議題，是小學、初中、高中體育校隊使用印地安吉祥物的問題。美洲原住民吉祥物的反對者主張，孩子們在教育過程中應當接觸到更真實、更正面的美洲印地安人圖像。美國印地安文化支持組織(American Indian Cultural Support)的主席凱西‧晨星(Kathy Morning Star)表示：「教育者的職責是建立典範、教導當代青少年尊重其他族群或少數族裔─而非將他們用作「吉祥物」或永久傳播種族主義的刻板「形像」，以此剝削和輕蔑他們。」
許多反對者也被美洲原住民吉祥物支持者「純粹對原住民表示尊重」的說法給激怒。就許多美洲原住民對這一爭議的立場而言，美洲原住民吉祥物的反對者們認為，吉祥物是否構成冒犯應當由被模仿的族群認定，而不是模仿原住民的那些人。奧奈達族(Oneida)的芭芭拉‧孟森(Barbara Munson)表示：「當別人告訴你，你的行為舉止傷害了他們，你還堅持這麼做的話─那就成了蓄意傷人。」
反對者也認為球迷在運動競賽中喊出的「殺死印地安人！」「幹掉紅皮膚！」之類不自覺的口號（由於歷史悠久的NFL世仇關係，牛仔隊、老鷹隊、巨人隊的球迷們特別喜歡喊後者），不僅是對種族問題的鈍感，更創造了對美洲原住民的負面觀感。

## 「佛羅里達州大塞米諾爾人」爭議
佛羅里達州立大學校隊使用的佛羅里達塞米諾爾人吉祥物所引發的爭論，是一項十分有趣的個案研究，因為它和佛羅里達州的塞米諾爾族群有著密切關係。
2005年8月，NCAA當局同意給予佛羅里達州大豁免權，將該校自NCAA官方所宣稱使用對美洲原住民「不友善或侮辱性」圖像的大學清單中移除。據NCAA資深副總裁伯納德‧富蘭克林(Bernard Franklin)表示：「全體工作團隊審查委員會(staff review committee)將該校與佛羅里達州塞米諾爾部族之間的特殊關係視為重要因素。以此為名、具有主權的部族對於自身名稱及圖像可在何時作何使用的決定，即使他人未必同意，也必須受到尊重。」
佛羅里達州的塞米諾爾部族正式同意佛羅里達州大以塞米諾爾為校隊隊名，並以奧西歐拉酋長(Chief Osceola)作為吉祥物。現任酋長，也是佛羅里達塞米諾爾部族總議會主席麥克斯‧奧西歐拉(Max Osceola)認為，能和這所大學聯繫在一起是一種「榮耀」。
然而，有些奧克拉荷馬的塞米諾爾人不這麼認為。奧克拉荷馬塞米諾爾部族總議會成員大衛‧納柯梅(David Narcomey)宣稱：「我深感震驚，難以置信地沮喪....我對於NCAA在二十一世紀的今天還允許這種『黑臉歌舞秀』(minstrel show)持續上演這一類種族歧視感到噁心。」但奧克拉荷馬塞米諾爾部族首席法官珍妮佛‧麥克比(Jennifer McBee)則表示，總議會尚未對佛羅里達州大爭議正式表達立場。

## 變更吉祥物的財務影響
許多美洲原住民吉祥物的支持者也認為，改變吉祥物帶來的財務損失可能遠大於收益。帶有吉祥物和隊名的球隊商品銷售，從T恤到保溫杯每年可以賺進數百萬美元；各球隊因而堅稱，吉祥物的更換會讓商品付諸東流。
但反對者則無視於改變吉祥物的開銷；他們將吉祥物視為對真實印地安人不懷好意的漫畫式呈現，效果則是讓重要的印地安舞蹈和傳統淪為花絮、受到貶抑。反對者因此認為，不論球隊改變吉祥物需要耗費多少成本，都非改不可，以遏止他們所見的種族主義定型化。美國印地安人運動(American Indian Movement)領導人克萊德‧貝勒柯特(Clyde Bellecourt)表示：「正是這些行為，以及伴隨著它們的一切冒犯了我們。橡皮戰斧、雞毛頭飾、那些臉上塗著戰鬥油彩，一手啤酒一手戰斧，發出荒謬可笑的喊殺聲的人─而這些事物的每一件對我們都意義非凡。這種行為造成的心理影響更是充滿殺傷力，尤其是對於青少年。」
某些主要職業運動隊伍更換吉祥物，理由則與財務無關。最有名的案例是華盛頓子彈隊在1995年由於暴力意涵而更名為「巫師隊」，以及田納西油人隊在從休士頓搬家整整兩年之後，於1999年更名為「泰坦隊」。

## 現況
由於大量的美洲原住民吉祥物目前仍在體育競賽中使用，美洲原住民吉祥物問題也持續引發激烈爭論。據美國印地安文化支持組織統計，到2006年為止，全美各地至少有2,498個幼稚園、小學、初中和高中還在使用美洲原住民吉祥物。
儘管公立學校和大學都做了一些改變，職業運動領域實際上卻依然故我，芝加哥黑鷹、華盛頓紅人、克里夫蘭印地安人、亞特蘭大勇士、堪薩斯城酋長及其他吉祥物仍受到廣泛運用。例如，印地安人隊的吉祥物瓦荷酋長(Chief Wahoo)在2007年大聯盟季後賽即隨處可見，一再顯現於TBS和福斯體育台(Fox Sports)網路電視轉播螢幕下方的數據欄。

## 書目
- King, C. Richard, and Charles Fruehling Springwood, eds. (2001). Team Spirits: The Native American Mascots Controversy. Foreword by Vine Deloria Jr. Lincoln: University of Nebraska Press.
- Spindel, Carol (2002). Dancing at Halftime: Sports and the Controversy Over American Indian Mascots. Updated edition, with a new afterword. New York: New York University Press.
- In Whose Honor? （页面存档备份，存于） (1997). Written and produced by Jay Rosenstein. Ho-Ho-Kus, New Jersey: New Day Films.

## 另見
- 伊利尼維克酋長(Chief Illiniwek)
- 取自原住民族的體育隊伍名稱和吉祥物一覽表
- 吉祥物
- 塞米諾爾人
- 美國印地安人全國代表大會

## 外部連結
組織
- ALLARM （页面存档备份，存于）
- 全國對抗體育與媒體種族主義聯盟 （页面存档备份，存于）
- STAR （页面存档备份，存于）
- 尊敬印地安人基金會 （页面存档备份，存于）

論文
- 「反人道罪」 （页面存档备份，存于），華德‧邱吉爾(Ward Churchill)著。

諷刺
- 對種族主義吉祥物反敗為勝 （页面存档备份，存于）
- 替代的印地安人吉祥物 （页面存档备份，存于）